# Uruguai nos Jogos Olímpicos de Verão de 1988
O Uruguai participou dos Jogos Olímpicos de Verão de 1988 em Seul, na Coreia do Sul. Foi a décima quarta participação do país em Jogos Olímpicos de Verão.